# 李贤 (大学士)
李賢（1408年—1466年），字原德，河南南陽府鄧州长乐林（今邓州市孟楼镇长乐岭）人，进士出身，明朝重臣。
明英宗、代宗时代曾历任吏部侍郎、吏部尚书、文渊阁大学士，官至华盖殿大学士、明朝内阁首辅，进少保，一生从政三十余年，为官清廉正直，政绩卓著，是明朝历史上难得的治世良臣之一。谥文达。

## 生平

### 宣德、正統年間
宣德七年（1432年）壬子科河南鄉試第一名舉人（解元），宣德八年（1433年）聯捷進士，奉命調查河津蝗災，授驗封主事，少師楊士奇欲一見，李賢竟不往。正統初年，建議減少對塞外降人的俸祿，以消除其禍患。明英宗不聽。當時廷臣誥敕均須有九年任期，李賢建議改以三年，後准許。之後升為考功郎中，改文選，跟從明英宗北征，土木之變時脫逃回朝。

### 景泰、天順年間
景泰二年（1451年），上疏諫言景泰帝勤政等策，得到景泰帝贊許，命入翰林院。隨後升兵部右侍郎，改戶部右侍郎。也先屢次上貢馬，李賢則稱給金帛以強盜並非正策，於是陳述邊界戰備廢弛，謙請其寫章批評諸將，之後轉為吏部右侍郎，并呈上《鑒古錄》。奪門之變後，明英宗復辟，命其兼任翰林院學士，直入文淵閣，與徐有貞共同在內閣參贊機務。不久，進升吏部尚書。李賢為人氣度端凝，所奏對皆中機宜，深得英宗眷用。當時山東饑荒，英宗發帑幣以賑災，召徐有貞與李賢商議。徐有貞稱有官員多在其中私飽己囊。李賢則稱：「慮中飽而不貸，坐視民死，是因噎廢食也。」英宗於是下令增加銀錢。
當時，石亨、曹吉祥與徐有貞爭權，并忌恨李賢。諸多御史彈劾石亨、曹吉祥有罪，兩人懷疑此為徐有貞、李賢之計，於是向英宗求訴，徐有貞、李賢兩人均下獄。恰逢有風雷變，李賢得釋，謫福建參政。未行之時，王翱奏請李賢可大用，遂留用為吏部左侍郎。一個月後，恢復吏部尚書，仍然在內閣參贊機務。石亨知英宗向著李賢，雖怒卻仍無可奈何，只能佯裝與他友好。李賢亦深居簡出，非英宗召見則不入閣，而英宗卻更加親近李賢。
之後，蒙古孛來進犯邊界，石亨稱玉璽在孛來處，可以打仗取回，英宗為之心動。李賢則稱不可再主動挑釁，而玉璽不足為寶，事情遂方休。石亨卻更加忌恨李賢。當時英宗亦厭惡石亨、曹吉祥驕橫，有次屏人對李賢稱：「這些人干預朝政，各地奏事者均先到其門，怎麼辦？」李賢稱：「陛下只能獨斷，這樣的趨附方能自息。」帝曰：「如果不採納他們的建議，他們的臉上就有難色。」李賢稱：「希望您能以緩制之。」當時石亨、曹吉祥用事，李賢顧忌不敢盡言，然而每次都能從容應對。
曹石之變時，曹欽攻入東朝房襲擊李賢，并將殺之，逼其寫釋己罪草奏。幸虧王翱率軍趕來救助得免。李賢則密疏請擒賊黨，英宗得疏後大喜，慰勞特加太子太保。李賢并進言，急宜詔天下停不急務，而求直言以通閉塞，得到批准。
曹石之變後，英宗再問李賢“奪門之變”事。李賢稱：「『迎駕』則可，『奪門』豈可示後？天位乃陛下固有，『奪』即非順。且爾時幸而成功，萬一事機先露，亨等不足惜，不審置陛下何地！」英宗大悟并贊同。李賢并解釋道，英宗復辟是自然之理，石亨等人才是奪門之變的真正受益者。於是英宗下令章奏勿用「奪門」字，并議革冒功者四千余人，僅剩已襲父爵的太平侯張瑾和興濟伯楊宗。至成化初年，諸被革者訴請，李賢又進言，并奪張瑾、楊宗爵位，時論均稱大快。
英宗重用李賢，其所言之事均見聽，錦衣衛門達忌妒大學士李賢受寵，又多次規勸自己，便曾在朱祁鎮面前誣陷他，說李賢接受陸瑜的黃金，為他求取尚書一職。朱祁鎮懷疑了，半年仍不下詔書。至此，門達拷打楊塤，教他引出李賢，楊塤即謊稱：「這是李學士教我幹的。」門達非常高興，立即上奏朱祁鎮，請求法司在午門外會審楊塤。朱祁鎮派宦官裴當監視。門達想抓住李賢一起審訊，裴當說：「大臣不可辱！」門達這才罷休。到審訊時，楊塤說：「我不過是個小人物，怎能見到李學士？這都是門錦衣教我的。」門達氣色沮喪，話都說不出來，袁彬也歷數門達納賄的情狀。法司害怕門達而不敢上報，結果仍判袁彬絞刑，以財產贖死罪。楊塤論斬。朱祁鎮下命袁彬贖完後調到南京錦衣衛，而禁錮楊塤。天順七年，李賢請英宗寬恤、罷江南織造、清錦衣衛獄、止邊臣貢獻、停內外采買等事情，英宗感到為難，李賢則四次進言，同列官員均感到恐懼，李賢退則稱「大臣當知無不言，可卷舌偷位耶？」截止天順年間，李賢一直擔任內閣首輔，呂原、彭時為輔佐。

### 成化年間
英宗去世前，臥文華殿。恰逢有人進言離間東宮，英宗感到疑惑，密告李賢。李賢則首伏地曰：「此大事，願陛下三思。」英宗問道：「然則必傳位太子乎？」李賢又頓首曰：「宗社幸甚。」帝起，立召太子至。李賢扶太子令謝。太子謝，抱帝足泣，帝亦泣，至此離間父子計謀之人無法如意。
明憲宗繼位後，進少保、華蓋殿大學士，管理經筵事。同年春，因日黯無光，李賢進言明憲宗修身勤政。改日又進言稱減少浣衣局沒官婦女，宜放還其家。憲宗均批准。同年五月又進言憲宗遠內臣，重用老臣，并減少開支。此後每次遇災變，李賢必與同官進言。當初，李賢屢次彈劾錦衣衛門達恣橫，於此兩人關係甚差。憲宗重用門達，門達則命其黨羽多投匿名書誣陷李賢。李賢於是乞罷，有詔慰留。吳皇后被廢時，有言官要求嚴懲宦官牛玉，言及李賢。憲宗命衛士住宿李賢家，護送其進出。成化二年，李賢父喪，后詔起復，李賢三次請辭，不予批准。后再次請辭，同年冬去世。憲宗震悼，贈太師，諡文達。

## 家族
曾祖李義卿。祖父李盛，縣丞。父李昇。母葉氏。具慶下。弟李謙、李讓。

## 評價
李賢為政持大體，尤以惜人才、開言路為急。其舉薦的年富、軒輗、耿九疇、王竑、李秉、程信、姚夔、崔恭、李紹等人，均為一代名臣。當時皇帝延見大臣，有所薦，必先與吏部、兵部商定。李賢為人不專斷，但庸小之輩均對其發難。
李賢此人知無不言。明景帝逝世時，英宗欲把汪殉葬，李賢勸止，汪后得免於死。明惠帝少子建庶人被囚禁五十多年，明英宗憐憫欲釋放他，於是問李賢。李賢則頓首曰：「此堯、舜用心也！天地祖宗實式憑之。」於是英宗下定決心執行。此外其進言地方官員的升遷須又三品京官保舉，均得成慣例。在于谦蒙冤被杀之后，李贤一直力主为于谦冤案平反。夺门之变后，陷害于谦的主要官员均被罢黜或处死，为后来的于谦案平反奠定了基础。
《明史》稱其為明朝“三楊”（楊士奇、楊榮、楊溥）以後“得君無如賢者”。但是明景帝啟用李賢為侍郎，但李賢所著書顧謂景帝為荒淫；之後壓擠葉盛、岳正，不救羅倫，“尤為世所惜云。”